# Mon amour, mon épouse
Pour plus de détails, voir Fiche technique et Distribution.
Mon amour, mon épouse (hangeul : 나의 사랑 나의 신부 ; RR : na-eui sa-lang na-eui sin-boo ; litt. « Mon amour mon fiancé ») est une comédie romantique sud-coréenne réalisée par Lee Myeong-se, sortie en 1990.

## Synopsis
L'évolution de la vie quotidienne d'un couple de jeunes mariés.

## Fiche technique
- Titre original : 나의 사랑 나의 신부
- Titre international : Mon amour, mon épouse
- Réalisation : Lee Myeong-se
- Scénario : Lee Myeong-se
- Décors : Cho Yeong-sam
- Costumes : Hong Hye-seok
- Photographie : You Young-gill
- Son : Kim Kyeong-il et Yang Dae-ho
- Montage : Kim Hyeon
- Musique : Jeong Seong-jo
- Production : Park Hyo-seong
- Société de production : Sam-ho Films
- Société de distribution : Show East
- Pays d'origine : Corée du Sud
- Langue originale : coréen
- Format : couleur
- Genre : comédie romantique
- Durée : 111 minutes
- Date de sortie : Corée du Sud : 29 décembre 1990 (nationale)

## Distribution
- Park Joong-hoon : Kim Yeong-min
- Choi Jin-sil : Oh Mi-yeong
- Kim Bo-yeon : Miss Choi
- Jeon Moo-song : le rédacteur en chef

## Accueil

### Sortie nationale
Mon amour, mon épouse sort le 29 décembre 1990 en Corée du Sud.

## Distinctions

### Récompenses
- Festival du film Asie-Pacifique 1991 :
  - Meilleur acteur pour Park Joong-Hoon
  - Meilleur réalisateur débutant pour Lee Myeong-se

## Réadaptation
En 2014, le réalisateur Im Chan-sang reprend ce film sous le titre international My Love, My Bride 나의 사랑 나의 신부, avec les acteurs Jo Jeong-seok et Sin Min-ah reprenant les rôles principaux alors interprétés par Park Joong-hoon et Choi Jin-sil, qui connaîtra un succès inattendu au box-office en Corée du Sud.